# Hidroavion plutitor

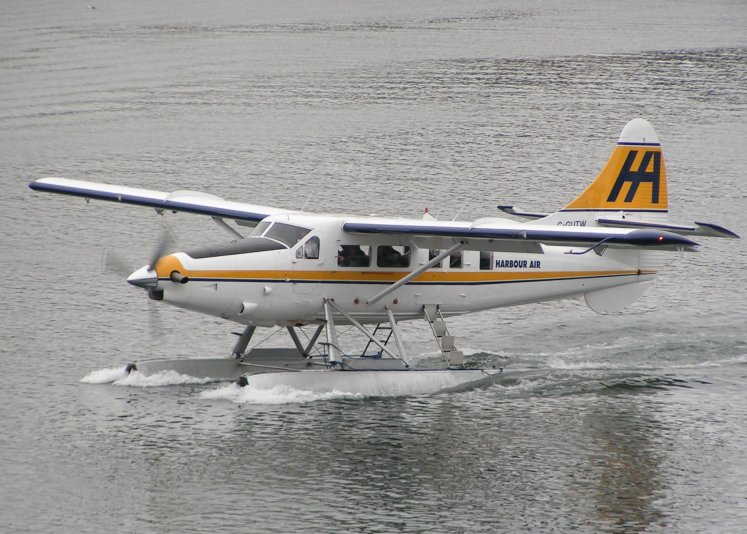
Un model de avion De Havilland Canada DHC-3 Otter

Un hidroavion plutitor (en. floatplane sau pontoon plane) este un tip de hidroavion, cu flotoare zvelte (montate sub fuzelaj) care pluteste ca un hidroavion în mod normal, vine în contact cu apa, dar fuselajul rămase deasupra apei.